# День працівників нафтової, газової та нафтопереробної промисловості
День працівників нафтової, газової та нафтопереробної промисловості — професійне свято працівників нафтової, газової, нафтопереробної промисловості та нафтопродуктозабезпечення України. Відзначається щорічно у другу неділю вересня.

## Історія свята
Свято встановлено в Україні «…на підтримку ініціативи працівників нафтової, газової, нафтопереробної промисловості та нафтопродуктозапезпечення…» згідно з Указом Президента України «Про День працівників нафтової, газової та нафтопереробної промисловості» від 12 серпня 1993 р. № 302/93.